# Mikael Forssell
Mikael Kaj Forssell (* 15. März 1981 in Steinfurt, Deutschland) ist ein ehemaliger finnischer Fußballspieler.

## Herkunft und Kindheit
Aufgrund der beruflichen Tätigkeit des Vaters kam der Finnlandschwede Mikael Forssell in Steinfurt auf die Welt, bevor seine Familie etwa ein Jahr später nach Schweden übersiedelte.

## Karriere

### Vereine
Er absolvierte sein erstes Profiligaspiel bereits im Alter von 16 Jahren für den HJK Helsinki.
Seit 1998 stand Forssell beim FC Chelsea unter Vertrag. Sein Vertrag lief ursprünglich bis zum 30. Juni 2007. Seit 1999 spielte Forssell regelmäßig in der finnischen Nationalmannschaft und wurde seitdem vom FC Chelsea an Crystal Palace (2000–2001), an Borussia Mönchengladbach (Februar 2003 bis Juni 2003) und Birmingham City (August 2003 bis Dezember 2004) ausgeliehen.
Während seiner Zeit bei Borussia Mönchengladbach erzielte Forssell für den Verein in 16 Bundesligaspielen sieben Tore und trug damit entscheidend zum Klassenerhalt der Gladbacher bei. 2003 belegte er bei der Wahl zu Deutschlands Fußballer des Jahres den zwölften Rang.
Im Sommer 2005 wurde er für 4,5 Millionen Euro Ablöse an Birmingham City transferiert. Ein möglicher Wechsel zu Hannover 96 zur Saison 2007/08 hatte sich zerschlagen, da Birmingham nicht auf seinen Spieler verzichten mochte. Jedoch gelang es Hannover 96, den Spieler zur Saison 2008/09 zu verpflichten. Er hatte seinen Vertrag bei Birmingham City nicht mehr verlängert und entschied sich, in die Bundesliga zurückzukehren.
Im ersten Testspiel nach seiner Rückkehr nach Deutschland erzielte Forssell beim 23:0-Sieg gegen Kreisligist Boffzen zehn Tore, darunter zwei Hattricks (innerhalb von acht bzw. sechs Minuten). Beim 5:1-Sieg seiner Mannschaft gegen Borussia Mönchengladbach, am vierten Spieltag der Saison 2008/09, konnte Forssell seinen ersten Ligatreffer für die Hannoveraner erzielen. Mit sieben Treffern in 30 Spielen war er neben Jiří Štajner wichtigster Offensivspieler der Saison. Im folgenden Jahr warf ihn jedoch eine langwierige Bänderverletzung den größten Teil der Saison aus dem Rennen und mit nur zwei Einsätzen war es für den Finnen ein verlorenes Jahr. In der Saison 2010/11 fand er dann nicht mehr zu alter Form zurück und war nur noch Ergänzungsspieler im Sturm. Bei zwölf Einwechslungen als Joker gelang ihm kein einziges Tor. Mikael Forssell verließ Hannover zum Saisonende, nachdem sein zum 30. Juni 2011 auslaufender Vertrag nicht verlängert wurde.
Einen neuen Arbeitgeber fand Forssell in der Football League Championship, der zweithöchsten englischen Spielklasse, in dem Traditionsverein Leeds United.
Von 2012 bis 2014 war Forssell beim Erstligisten HJK Helsinki aktiv. Am 29. August 2014 verpflichtete ihn der Zweitligist VfL Bochum ablösefrei zur Saison 2014/15, nachdem Forsell in Helsinki seinen noch bis 31. Dezember 2014 gültigen Vertrag auflöste. Nach über drei Jahren bestritt er wieder ein Ligaspiel für einen deutschen Verein. Am 11. September 2014 (5. Spieltag) kam er beim 1:1-Unentschieden im Heimspiel gegen den Karlsruher SC für Stanislav Šesták in der 78. Minute zum Einsatz. Insgesamt kam er in Bochum auf 16 Einsätze, bei denen er drei Treffer erzielte.
Nach der Saison 2014/2015 gab Forssell bekannt, dass er den VfL Bochum nach nur einem Jahr bereits wieder verlässt. Für den VfL erzielte Forssell in 16 Partien drei Tore.
Wie sein Ex-Klub HJK Helsinki offiziell mitteilte, unterschreibt der 34-Jährige einen Vertrag bis Ende Dezember 2016 in der finnischen Hauptstadt. Am Ausklang des darauffolgenden Jahres lief er zum letzten Mal in Finnlands Eliteliga für Helsingfors IFK auf. In seinen letzten beiden Profispielen konnte der Stürmer den Erstligaabstieg von HIFK in die zweite Spielklasse nicht verhindern. Im Mai 2018, ein knappes halbes Jahr nach diesen Partien, verkündete der Ex-Nationalspieler sein Karriereende in einer Videobotschaft auf Twitter.

### Nationalmannschaft
Sein Debüt in der Nationalmannschaft Finnlands gab Forssell am 9. Juni 1999 gegen Moldau. Eineinhalb Jahre später erzielte er am 28. Februar 2001 seinen ersten Treffer im Nationaltrikot gegen Luxemburg. Mit der Auswahl seines Landes konnte er sich in seiner fast fünfzehnjährigen Nationalmannschaftskarriere für kein großes Turnier qualifizieren. In seinen 87 Länderspielen bis Januar 2014 für Finnland gelangen dem Angreifer 29 Tore.